# Bernard van Groningen
Bernard Abraham van Groningen (Twello, 20 mei 1894 – Leiderdorp, 1 maart 1987) was classicus en papyroloog en van 1928 tot 1964 hoogleraar Oudgrieks aan de Universiteit Leiden.

## Levensloop
Bernard van Groningen was een zoon van Rudolf van Groningen en Johanna Roskam. Aan het eind van Bernards geboortejaar verhuisde het gezin naar Brussel, waar zijn vader hulpprediker aan de Nederlandse Evangelische Gemeente werd. Daar bezocht hij het Athenée Royale en ging hij in 1912 letteren studeren aan de Université Libre de Bruxelles. Hier leerde hij het Frans beheersen.
In de jaren 1915-1919 studeerde hij klassieke talen aan de Rijksuniversiteit Groningen. Twee jaar later, op 8 juli 1921, promoveerde hij daar cum laude bij de oud-historicus A.G. Roos op het proefschrift De papyro Oxyrhynchita 1380.
In 1920 trouwde hij met Sophia Catherina van der Poel, die in 1932 in het kraambed overleed. In 1934 hertrouwde hij met Elisabeth Maria van der Poel, maar kinderen heeft hij nooit gehad.
Hij was enkele jaren leraar, conrector en rector in Groningen, Leeuwarden en Assen en vanaf 1925 ook privaatdocent papyrologie aan de Universiteit Groningen. In 1928 werd hij benoemd tot gewoon hoogleraar Griekse taal- en letterkunde en Griekse oudheden aan de Universiteit Leiden. Op 23 januari 1929 sprak hij zijn inaugurele rede Nieuwe getuigen uit. In de jaren 1942-1943 was hij een tijdlang gedetineerd in gijzelaarskamp Sint-Michielsgestel. Hij was rector magnificus in Leiden in 1949-1950 en sprak op 8 februari de diesrede Griekse geest uit ter gelegenheid van de 375e dies natalis van de Leidse universiteit. Hij bleef hoogleraar in Leiden tot zijn emeritaat in 1964, toen hij werd opgevolgd door Chris Sicking. Van Groningen overleed in 1987 op 92-jarige leeftijd.

## Werk
Van Groningens bijzondere interesse ging uit naar de papyrologie, waaraan hij belangrijke bijdragen heeft geleverd. Zijn proefschrift ging over een papyrus uit het Egyptische Oxyrhynchus. Toen hij hoogleraar was in Leiden richtte hij samen met de rechtshistorici Martin David en Julius van Oven in 1935 het Leids Papyrologisch Instituut op, waarvoor hij ook zelf papyri aankocht in Egypte. Dit drietal stond ook aan de wieg van de serie Papyrologica Lugduno-Batava, waarvan in 1941 het eerste deel verscheen. Van Groningen en David stelden een Papyrologisch Leerboek samen (1940), waarvan in 1946 de veelgebruikte Engelstalige versie Papyrological Primer verscheen. Na de publicatie in 1959 van de papyrus met Menanders Dyscolos, verscheen al een jaar later zijn studie over deze komedie: Le Dyscolos de Ménandre, étude critique du texte (Amsterdam 1960).
Op het gebied van de Griekse taal- en letterkunde had hij een brede belangstelling, maar hij hield zich vooral bezig met de oudere Griekse literatuur en in het bijzonder de Oudgriekse lyriek. Hierover publiceerde hij onder andere de belangrijke verhandeling La composition littéraire archaïque grecque: procédés et réalisations (1958). Hij verrichtte pionierswerk met zijn uitgaven van de fragmenten van de scolia (drinkliederen) van Pindarus: Pindare au Banquet (1960) en zijn omvangrijke commentaar op het eerste boek van Theognis (1966).
Van Groningen zette ook veel publicaties voor een breder publiek op zijn naam. De omvangrijkste was zijn vijfdelige uitgave met commentaar van Herodotus voor de reeks Grieksche en Latijnsche schrijvers met aanteekeningen (Leiden 1945-1955). Maar hij schreef ook een literatuurgeschiedenis: De literatuur van het oude Hellas (Den Haag 1950) en droeg vele artikelen bij aan de 6e uitgave van de Winkler Prins Encyclopedie. Ook bracht hij de vertaling Een tiental oden van Pindarus (1976) uit.
Ter gelegenheid van zijn 70ste verjaardag verscheen een bundeling van eerdere Nederlandstalige opstellen onder de titel Hellas en Hellenen: verspreide opstellen (Amsterdam 1964). Hierin staat ook een bibliografie van de publicaties van Van Groningen (blz. 266-274). Een aanvulling hierop staat in het 'Levensbericht' door P.J. Sijpesteijn.
Hij was in de jaren 1947-1949 en 1952-1964 als redacteur verbonden aan De Gids en in de jaren 1950-1952 lid van de redactieraad. Hij schreef ook regelmatig bijdragen voor dit tijdschrift, veelal over Griekse literatuur.